# Miss Rose White
Miss Rose White ist ein US-amerikanisches Filmdrama aus dem Jahr 1992. Regie führte Joseph Sargent, in den Hauptrollen agieren Kyra Sedgwick Amanda Plummer und Maximilian Schell, in tragenden Rollen Maureen Stapleton, Milton Selzer, Gina Gershon, D.B. Sweeney und Penny Fuller. Das Drehbuch schrieb Anna Sandor anhand des am Broadway gespielten Bühnenstücks A Shayna Maidel von Barbara Lebow.
Das Filmplakat titelte seinerzeit sinngemäß: „Sie lebt in zwei Welten… Eine aufregende Zukunft ohne Grenzen. Und eine Vergangenheit mit zu vielen Geheimnissen.“ („She lives in two worlds… An exciting future without limits. And a past with too many secrets.“) Auf einem anderen Filmplakat war zu lesen: „Die unvergessliche Geschichte einer tragischen Vergangenheit und einer Familie, die durch Vergebung vereint wird.“ („The unforgettable Story of a tragic past… and a familiy united by forgiveness“.)

## Handlung
Die kurz nach dem Zweiten Weltkrieg in die USA gekommene Rose White verheimlicht ihre Vergangenheit vor ihrer Umgebung. Zusammen mit ihrem Vater floh sie, kurz bevor die Nationalsozialisten Polen besetzten, aus ihrem Heimatland, zurück blieben ihre Mutter und ihre ältere Schwester Lusia. Roses Vater Mordecai Weiss wollte seiner Frau Geld schicken, das es ihr ermöglichen sollte, mit der älteren Tochter Lusia nachzukommen. Dazu kam es jedoch nicht, da Mutter und Tochter zusammen mit anderen Juden in ein Konzentrationslager interniert worden waren. Ihren jüdischen Vornamen Rayzel änderte sie als junge Frau in den Namen Rose, um ihr Leben als sogenannte typische Amerikanerin leben zu können. Auch beruflich hat Rose es zu etwas gebracht und sich eine leitende Position in einem der größten Kaufhäuser, dem Warenhaus Macy’s, erarbeitet, das von Kate Ryan geleitet wird. Freitags allerdings kehrt Rose zu ihren Wurzeln zurück und besucht ihren Vater Mordecai, der neben weiteren älteren Verwandten, unter ihnen Tante Perla und Onkel Shimon, ebenfalls in New York lebt. Ihr Vater weiß so gut wie nichts von ihrem Leben, auch dass sie sich Rose White nennt und ihren Geburtsnamen Rayzel Weiss verleugnet, ahnt er nicht. Selbst ihrem amerikanischen Freund Dan McKay gegenüber öffnet sich Rose nicht, wenn er wissen will, warum sie freitags nie mit ihm zusammen sein könne.
Bei einem ihrer Besuche erzählt Mordecai Weiss seiner Tochter, dass Lusia auf dem Weg nach Amerika sei. Rose ist erst einmal fassungslos, da sie in dem Glauben war, ihre Schwester habe, ebenso wie ihre Mutter, das Lager nicht überlebt. Ihr Vater geht wie selbstverständlich davon aus, dass Lusia bei ihr leben wird. Da all ihre Einwände, wie, sie sei viel zu sehr in ihre Arbeit eingebunden, sie habe überhaupt keine Erinnerung mehr an ihre Schwester und weitere Ausflüchte, von ihrem Vater hinweggewischt werden, muss Rose sich erst einmal an die neue Situation gewöhnen. Das Zusammenleben der Schwestern gestaltet sich schwierig, einerseits weiß Rose nicht, wie sie damit umgehen soll, dass Lusia immer wieder von ihren Erinnerungen an die schreckliche Zeit im Konzentrationslager und ihren Kampf ums Überleben eingeholt wird. So wacht sie beispielsweise so gut wie jede Nacht auf und kann nicht aufhören zu weinen. Auch scheint sie ein Geheimnis mit sich zu tragen, das das Miteinander der Schwestern noch zusätzlich erschwert. Auf der anderen Seite fühlt Rose sich schuldig, dass sie sich ein komfortables Leben hat aufbauen können und nicht, wie ihre Schwester, schlimme Zeiten durchstehen musste.
Aber auch Mordecai Weiss ist nicht mit sich im Reinen. Immer wieder holen ihn Schuldgefühle ein, weil er nicht zurück nach Polen gegangen ist, um seine Frau und seine Tochter zu beschützen. Auch wenn sein Verstand weiß, wie machtlos er zu jener Zeit in dem von den Nationalsozialisten unterjochten Land gewesen wäre.

## Produktion

### Produktionsnotizen, Drehort
Es handelt sich um einen Hallmark Hall of Fame-Fernsehfilm, der in Zusammenarbeit mit Lorimar Television und Warner Bros. Entertainment entstanden ist.
Die Filmaufnahmen entstanden vor allem in Richmond in (Virginia).

### Hintergrund
Produzentin Marian Rees meinte, sie wisse nicht, ob dies ein Durchhaltefilm sei oder nicht, aber … er spreche Familien an. Und das sei sicherlich das Herzstück aller ihrer Filme und spreche auch Hallmark an. Für Rees ist es bereits ihre neunte Produktion für Hallmark. Weiter führte die Produzentin aus, es könne eine Botschaft für die heutige Zeit in dem Film liegen in Bezug auf die neue Einwanderungswelle. Das wahre Herzstück sei für sie der Unterschied in der Komponente hinsichtlich der Familie. Während in den 70er und 80ern Familien durch Scheidung zerbrochen seien, seien Alleinerziehende und gemischte Familien heute ein wichtiger Teil der Gesellschaft. Zur Rolle von Maximilian Schell äußerte Rees, der Part habe einen vollendeten Schauspieler erfordert, der über kulturelle Erfahrungen verfüge, um diese in die Rolle des Einwanderers einfließen zu lassen. Schell erwiderte auf dieses Statement, es sei immer schön, wenn an einen gedacht werde und wörtlich: „Ich finde es erstaunlich, dass sie an dich denken. Es gibt Tausende von Schauspielern.“ Zu Plummer meinte Rees, sie sei begabt und mit einem wundervollen Gesicht gesegnet. Sie selbst habe sich nach dem Lesen des Drehbuches über ihre Agentin für die Rolle gemeldet. „Wir hätten sie nie gefragt.“ Die Titelrolle der Rose White hätten viele Frauen haben wollen, meinte Rees weiter, das Drehbuch sei in der Branche rumgegangen. Sedgwick habe von ihrem offensiven Manager profitiert, der die Bemerkung, dass Sedgwick nicht jüdisch genug aussehe, gekontert habe mit dem Einwand, Sedgwick sei Jüdin.

### Veröffentlichung
Der Fernsehfilm war in den USA am 26. April 1992 erstmals im Fernsehen zu sehen. In Japan wurde er am 13. März 1993 veröffentlicht, in den Niederlanden am 22. September 1995 und in Schweden unter dem Titel Den förlorade dottern am 1. Mai 1999. Veröffentlicht wurde er zudem in Brasilien unter dem Titel Irmãs em Conflito sowie in Polen unter dem Titel Panna Rose White und in Italien unter dem Titel Rose White. Der vollständige englische Titel lautet Hallmark Hall of Fame: Miss Rose White (#41.3).

## Rezeption

### Kritik
Die Redaktion von Reel.com lobte die „kraftvollen“ und „exzellenten“ Darstellungen.
Im Time Magazine lobte man, die Besetzung sei außergewöhnlich und sprach dem Film großes Lob aus, es sei eine für die Sache brennende Produktion („A glowing Production… The Cast is exceptional.“)
Auf der Seite The Movie Scene erhielt der Film vier von fünf möglichen Sternen. Dort heißt es, ‚Miss Rose White‘ sei eine Betrachtung über Verleugnung und Schuld, die sich darauf beziehe, dass Rose ihre Vergangenheit verleugne und ihr Vater, die Schuld, die er indirekt auf sich geladen habe. Es handele sich um ein hervorragend gearbeitetes Drama, das viele Geheimnisse habe. Regisseur Joseph Sargent führe seinen Film zu einem emotionalen, satten und doch wunderbar offenen Ende und widersetze sich der Notwendigkeit, alles offenzulegen und lasse damit Raum für Interpretationen offen. Der Grund, dass dieses Drama funktioniere, liege auch in den visuellen Details, nicht nur in den Sets, die wunderbar seien, oder in der Mode, die Sedgwick erstaunlich aussehen lasse, sondern auch im Kontrast. Dies sei ein Drama, das sowohl visuell als auch narrativ detailreich sei. Kyra Sedgwick liefere eine perfekte Leistung als jüdisches Mädchen, das erzogen wurde, um den amerikanischen Traum zu leben, aber erwartet, dass ihr jüdisches Erbe erhalten bleibt, was zu Konflikten und Lügen führt. Lob erhielt auch Maximilian Schell, der einen stolzen Mann spiele, der an seinem Erbe festhalte, aber gleichzeitig von Schuldgefühlen seiner Familie gegenüber geplagt werde. Alles in allem sei ‚Miss Rose White‘ eines dieser reichen Dramen, in denen viel los sei und das sich ständig aufbaue und offenbare, um eine faszinierende, bewegende Geschichte zu erzählen.
FilmAffinity meinte, Kyra Sedgwick als Titelfigur spiele ihre Rolle faszinierend, sie sei am glamourösesten und liefere eine gute Leistung. Miss Plummer bringe eine rührende Komplexität in ihre Rolle als langmütige Schwester. Den Zuschauern werde zudem Gelegenheit gegeben, New York in den vierziger Jahren zu genießen. Miss Rose White sei einer der besseren Filme von Hallmark und vermittle eine Gefühl von Authentizität, das fasziniere und gleichzeitig intelligente, bewegende Unterhaltung biete.
In der Washington Post schrieb Michael E. Hill, da es sich um ein Hallmark-Programm handele, könne man normalerweise davon ausgehen, dass der Film gut geschrieben und gespielt sei. Vielleicht werde diese Generation von Fernsehzuschauern Hallmark-Produktionen eines Tages so verehren, wie das mit ‚Playhouse 90‘-Produktionen geschehen sei, die das auch der Erinnerung zu verdanken hätten. Die Besetzung und die Crew von ‚Rose White‘ sei bemerkenswert. Sedgwick nehme die Führungsrolle ein, der in Wien geborene Schell, Oscarinhaber, passe gerfekt als Vater.

### Auszeichnungen
Der Film wurde im Jahr 1993 in folgenden Kategorien für den Golden Globe Award nominiert
- „Beste Mini-Serie/Bester TV-Film“,
- „Beste Hauptdarstellerin – Mini-Serie/Bester TV-Film“ (Kyra Sedgwick) und
- „Beste Nebendarstellerin – Serie, Mini-Serie oder TV-Film“ (Amanda Plummer)

Miss Rose White wurde 1992 mit vier Emmy Awards ausgezeichnet,
- einmal dem für den besten Regisseur und
- zum zweiten dem für die beste Darstellerin (Amanda Plummer)
- sowie in der Kategorie „Hervorragender Fernsehfilm“ (Andrea Baynes, Anne Hopkins, Francine LeFrak und Marian Rees)
- sowie in der Kategorie „Hervorragendes Hairstyling“ (Terry Baliel)

Nominiert für einen Emmy Award wurde der Film zudem in den Kategorien
- „Hervorragendes Drehbuch“ (Anna Sandor)
- „Hervorragender Hauptdarsteller“ (Maximilian Schell)
- „Hervorragende Nebendarstellerin“ (Penny Fuller als Kate Ryan)
- „Hervorragende Nebendarstellerin“ (Maureen Stapleton als Tante Perla)
- „Hervorragende individuelle Leistung Art Direction“ (Fred Harpman, Robert Checchi)
- „Hervorragende individuelle Kameraführung“ (Kees van Oostrum)

Anna Sandor wurde im Jahr 1993 mit dem Humanitas Prize ausgezeichnet und war für den Writers Guild of America Award nominiert. Joseph Sargent erhielt 1993 eine Nominierung für den Directors Guild of America Award. Bei den American Television Awards 1993 war der Film in den Kategorien „Bester Fernsehfilm“ und „Beste Schauspielerin in einem Fernsehfilm“ (Kyra Sedgwick) nominiert.